# Pseudomonas-Virus phiCTX
Pseudomonas-Virus phiCTX (wissenschaftlich Citexvirus phiCTX, früher Pseudomonas virus phiCTX) ist eine Spezies (Art) von Doppelstrang-DNA-Viren, ehemals Typusspezies der Gattung Citexvirus aus der Familie der Peduoviridae (Klasse Caudoviricetes, Morphotyp Myoviren).
Als Wirt dienen Bakterien (unter anderem) der Spezies Pseudomonas aeruginosa, was die Viren als Bakteriophagen klassifiziert.

## Systematik
Die Systematik der Gattung Citexvirus nach International Committee on Taxonomy of Viruses (ICTV) und NCBI (Stand Mai/Juni 2024) ist wie folgt:
Klasse: Caudoviricetes, Morphotyp: Myoviren, Familie: Peduoviridae
- ohne zugewiesene Unterfamilie

- Gattung: Citexvirus

- Spezies: Citexvirus BR319A
  - Pseudomonas-Phage vB_Pae_BR319a (Referenz: „Exemplar“)

- Spezies: Citexvirus dobby (Pseudomonas-Virus Dobby)
  - Pseudomonas-Phage Dobby (Referenz: „Exemplar“)

- Spezies: Citexvirus phiCTX (Pseudomonas-Virus phiCTX, ehem. Typus)
  - Pseudomonas-Phage phiCTX (englisch Pseudomonas phage phiCTX, φCTX oder ΦCTX)

- Spezies: Citexvirus PS75V
  - Pseudomonas aeruginosa PS75 adTyT-supercont1.7<--sic!-->

- Spezies: „Pseudomonas-Phage F_HA1961sp/Pa1641“ (en. „Pseudomonas phage F_HA1961sp/Pa1641“, Vorschlag)
- Spezies: „Pseudomonas-Phage vB_Pae_BR319a“ (en. „Pseudomonas phage vB_Pae_BR319a“, Vorschlag)

## Beschreibung
Wie alle Myoviren ist auch Pseudomonas-Virus phiCTX unbehüllt und besteht aus einem Kopf (dem eigentlichen Kapsid mit dem genetischen Material) und einem Schwanz, die durch einen Hals getrennt ist.
Die Reproduktion der Virionen (Virusteilchen) beginnt mit dem Anheften an die bakterielle Wirtszelle.
Es folgt die Injektion der doppelsträngigen DNA in diese.
Die DNA wird danach vom Wirt transkribiert (übersetzt) um neue Partikel herzustellen (Assemblierung). 
Für die Replikation seines genetischen Inhalts werden DNA-Polymerasen des Wirts benötigt, daher ist der Prozess stark vom Zellzyklus abhängig.

## Genom, Proteom, Temperenz und Prophage
Das Genom von Pseudomonas-Virus phiCTX ist unsegmentiert und linear. Das Doppelstrang-DNA-Molekül hat eine Länge von 35.538 bp (Basenpaaren), das 47 offene Leserahmen (englisch open reading frames, ORFs) kodiert.
Das Genom von ΦCTX kodiert für ein Exotoxin mit der Bezeichnung Cytotoxin, ein spezielles Zellgift (Zytotoxin), für das im Englischen ebenfalls die Bezeichnung Cytotoxin (im weiteren Sinne) gebräuchlich ist. Akronym für Cytotoxin ist CTX, das kodierende Gen wird mit ctx bezeichnet. Dies darf nicht verwechselt werden mit dem Choleratoxin, für das ebenfalls das Akronym CTX gebräuchlich ist (mit kodierendem Gen ctxAB). Es wird angenommen, dass das Cytotoxin hydrophile Poren in Zellmembranen bildet.
ΦCTX ist ein temperenter Phage, der seine Wirtszelle gewöhnlich nicht durch Lyse abtötet.
ΦCTX ist in damit in der Lage, seinem Wirt Pseudomonas aeruginosa durch das ctx-Gen Pathogenität zu verleihen, d. h. ungefährliche Stämme in pathogene (krankmachende) zu verwandelt. Es ist damit ein Virulenzfaktor.

## Wirtsspektrum
Als natürliche Wirte der Spezies gelten Bakterien der Spezies Pseudomonas aeruginosa. Intakte Prophagen von Pseudomonas-Phage ΦCTX wurden aber auch im Genom von Vibrionen der Spezies Vibrio coralliilyticus, Stamm P1, identifiziert. Es wird daher horizontaler Gentransfer (HGT) zwischen den beiden Gruppen der Gammaproteobacteria angenommen.